# Barclay Records
Barclay Records —en francés: Disques Barclay— es una compañía discográfica fundada por Eddie Barclay en 1953.
Barclay era el líder de una banda, pianista, productor y dueño de un club nocturno. Con su esposa Nicole, empezaron la Compagnie Phonographique Française Barclay. El catálogo incluía obras de Stéphane Grappelli, Lionel Hampton y Rhoda Scott. En 1978 la discográfica se vendió a Polygram Records. Los arreglos jazz cesaron en 1983.
Entre los artistas en el catálogo extensivo de Barclay se encontraban Dalida, Charles Aznavour, Léo Ferré, Henri Salvador, Jacques Brel, Jean Ferrat, Mireille Mathieu, Nino Ferrer, Danielle Licari, Les Chaussettes noires, Eddy Mitchell, Hugues Aufray, Noir Désir, Mika, The Wild Magnolias, Fela Kuti, Femi Kuti, Modjo, Rachid Taha, Jimi Hendrix y Alain Bashung.
Barclay también operó fuera de Francia, más notablemente en los Estados Unidos y Canadá, trabajando con compositores bien conocidos y arreglistas como Raymond Lefèvre y Michel Colombier, y artistas canadienses como Diane Dufresne, Jean-Pierre Ferland, Claude Léveillée, Claude Dubois, Renée Claude, Stéphane Venne, Isabelle Pierre, Paul Baillargeon, Robert Charlebois y Cœur de Pirate, nombre artístico de Béatrice Martin.
En la actualidad, Barclay Records es distribuida y es propiedad de Universal Music Group.